# 雅加達國際馬術公園
雅加達國際馬術公園是一座位於印尼雅加達普洛馬斯的馬術場館。翻新後，馬術場於2018年8月2日落成。它為2018年亞洲運動會比賽場館之一。場館為四層樓建築，佔地面積35公頃，有1500個座位，兩層樓156個馬廄，運動員宿舍，動物醫院和培訓場所。